# Wallonia Association Namur (3625)
Maillots
Dernière mise à jour : 19 juin 2011.
Le Wallonia Association Namur était un club de football belge ayant évolué en division 3 nationale.

Le club fut créé sur les cendres du Royal Wallonia Association Namur (mat. 173), qui avait fusionné avec Namur Sports pour fonder l’Union Royale Namur, par d'anciens dirigeants revenus de déportation, hostiles à cette fusion.

Grands rivaux des "Merles" de l'Union Royale, les "Canaris" évoluent quelques saisons en division 3 nationale, durant les années 1980.

## Historique
- 1941 : le 19/05/1941, refondation du club WALLONIA ASSOCIATION NAMUR sous le matricule 3625.
- 1991 : le 01/07/1991, fusion de WALLONIA ASSOCIATION NAMUR (3625) avec l'Etoile Jaune Erpent (7922) pour former Wallonia Erpent Jambes (3625).
- 1995 : le 01/06/1995, Wallonia Erpent Jambes revient à la dénomination WALLONIA ASSOCIATION NAMUR.
- 1998 : le 01/07/1998, fusion entre WALLONIA ASSOCIATION NAMUR et l'Union Sportive Namur (4516), qui évoluait au Stade d’Hastedon à Saint-Servais, pour former le Racing Wallonia Saint-Servais sous le matricule 4516.
- 2002 : le 30/06/2002, Racing Wallonia St-Servais (4516), abandonné par ses dirigeants après une descente en 2e provinciale, est absorbé par l'Union Royale Namur (156).

## Résultats dans les divisions nationales
Statistiques clôturées, club disparu

### Palmarès
- 1 fois champion de Belgique de Promotion en 1980.

### Bilan
| Niv | Divisions     | Jouées | Titres | TM Up | TM Down |
| --- | ------------- | ------ | ------ | ----- | ------- |
| I   | 1re nationale | 0      | 0      |       |         |
| II  | 2e nationale  | 0      | 0      |       |         |
| III | 3e nationale  | 5      | 0      |       |         |
| IV  | 4e nationale  | 10     | 1      |       |         |
| V   | 5e nationale  | 0      | 0      |       |         |
|     |               |        |        |       |         |
|     | TOTAUX        | 15     | 1      | 0     | 0       |

- TM Up : test-match pour départager des égalités, ou toutes formes de Barrages ou de Tour final pour une montée éventuelle.
- TM Down : test-match pour départager des égalités, ou toutes formes de Barrages ou de Tour final pour le maintien.

### Classements
| Ordre               | Saison  | Nom du club                                                      | Niveau                                                           | Classement final                                                 | Remarques                                                        |
| ------------------- | ------- | ---------------------------------------------------------------- | ---------------------------------------------------------------- | ---------------------------------------------------------------- | ---------------------------------------------------------------- |
| 1                   | 1959-60 | Wallonia Association Namur                                       | Promotion série A                                                | 11e/16                                                           |                                                                  |
| 2                   | 1960-61 | Wallonia Association Namur                                       | Promotion série A                                                | 16e/16                                                           | Relégué!                                                         |
| séries provinciales |         |                                                                  |                                                                  |                                                                  |                                                                  |
| 3                   | 1976-77 | Wallonia Association Namur                                       | Promotion série D                                                | 3e/16                                                            |                                                                  |
| 4                   | 1977-78 | Wallonia Association Namur                                       | Promotion série A                                                | 8e/16                                                            |                                                                  |
| 5                   | 1978-79 | Wallonia Association Namur                                       | Promotion série D                                                | 7e/16                                                            |                                                                  |
| 6                   | 1979-80 | Wallonia Association Namur                                       | Promotion série D                                                | 1er/16                                                           | Champion et promu!                                               |
| 7                   | 1980-81 | Wallonia Association Namur                                       | Division 3 série B                                               | 13e/16                                                           |                                                                  |
| 8                   | 1981-82 | Wallonia Association Namur                                       | Division 3 série A                                               | 15e/16                                                           | [ saisons 1 ]                                                    |
| 9                   | 1982-83 | Wallonia Association Namur                                       | Division 3 série B                                               | 11e/16                                                           |                                                                  |
| 10                  | 1983-84 | Wallonia Association Namur                                       | Division 3 série B                                               | 12e/16                                                           |                                                                  |
| 11                  | 1984-85 | Wallonia Association Namur                                       | Division 3 série A                                               | 16e/16                                                           | Relégué!                                                         |
| 12                  | 1985-86 | Wallonia Association Namur                                       | Promotion série C                                                | 8e/16                                                            |                                                                  |
| 13                  | 1986-87 | Wallonia Association Namur                                       | Promotion série D                                                | 5e/16                                                            |                                                                  |
| 14                  | 1987-88 | Wallonia Association Namur                                       | Promotion série D                                                | 9e/16                                                            |                                                                  |
| 15                  | 1988-89 | Wallonia Association Namur                                       | Promotion série D                                                | 14e/16                                                           | Relégué!                                                         |
| séries provinciales |         |                                                                  |                                                                  |                                                                  |                                                                  |
| X                   | 1998    | Fusion avec l'Union Sportive Namur, le matricule 3625 est radié. | Fusion avec l'Union Sportive Namur, le matricule 3625 est radié. | Fusion avec l'Union Sportive Namur, le matricule 3625 est radié. | Fusion avec l'Union Sportive Namur, le matricule 3625 est radié. |